# Právnická fakulta Univerzity Karlovy
Právnická fakulta Univerzity Karlovy (PF UK) je fakulta Univerzity Karlovy, která uskutečňuje vzdělávací a vědeckou činnost v oboru právo. Je jednou ze čtyř původních fakult této univerzity, založena byla spolu s ní už v roce 1348. Roku 1372 se oddělila v samostatnou právnickou univerzitu, která zanikla počátkem husitských válek. Fakulta byla obnovena až roku 1624 a současná právnická fakulta se navíc odvozuje od rozdělení celé univerzity na českou a německou roku 1882.
Fakulta sídlí v Praze v novoklasicistní památkově chráněné budově na nábřeží Vltavy a kromě programů celoživotního vzdělávání především realizuje právnické studium v pětiletém magisterském studijním programu (Mgr.), včetně možnosti vykonání rigorózní zkoušky (JUDr.), a ve čtyřletém doktorském studijním programu (Ph.D.).

## Historie

### Vysoké učení a univerzita juristů
Založena byla 7. dubna 1348 a patří tak mezi první čtyři fakulty pražského vysokého učení (společně s teologickou, medicínskou a artistickou). Vyučovalo se na ní právu římskému a zejména kanonickému, v roce 1372 se však kvůli dlouholetým sporům s vedením celé univerzity o způsob jejího řízení osamostatnila a vytvořila novou univerzitu juristů (universitas iuristarum) v čele s vlastním rektorem. Zůstala nicméně podřízena pražskému arcibiskupovi jako kancléři obou univerzit. O rok později pro ni byla z královských peněz postavena kolej u kostela sv. Jakuba v pozdější Celetné ulici. Šlo o skutečně mezinárodní školu; zapisovali se na ni studenti z mnoha částí Evropy, kteří se dělili na čtyři „národy“. Nejpočetnější byl saský, poté polský a nejméně zastoupeni byli bavorští a čeští studenti. Na fakultě působila řada významných právníků, např. Vilém Horborch, Bonsignore de Bonsignori, Jan Naz, Jan z Pernštejna, Mikuláš Geunher, Bohuslav z Krnova, Mikuláš Puchník nebo Kuneš z Třebovle.
Pražské vysoké právnické učení zažilo největší rozkvět v letech 1380 až 1390. Později, po přijetí dekretu kutnohorského, nastal značný úpadek, ačkoli dekret se formálně vztahoval jen na třífakultní univerzitu. Někdy na přelomu let 1418/1419 celá škola definitivně zanikla. Po skončení husitských válek už nebyla obnovena, pouze po roce 1556 se začalo vyučovat kanonickému právu na jezuitské akademii v Klementinu a Jan Kocín z Kocinétu občas přednášel na artistické fakultě o římském právu.

### Karlo-Ferdinandova univerzita
V roce 1622 padlo rozhodnutí obnovit právnickou fakultu a o dva roky později začala v rámci pražské univerzity opět fungovat. Kvůli událostem třicetileté války a sporům s jezuitskou akademií byla ale stabilizována až po roce 1654, kdy došlo ke spojení univerzity a akademie v Karlo-Ferdinandovu univerzitu. Studium bylo standardně tříleté a bylo opět založeno na právu římském a kanonickém, vyučovalo se v tzv. „čtyřech stolicích“ (Instituce, Digesta, Kodex z Justiniánovy kodifikace a jednotlivé prameny kanonického práva). Samotná výuka probíhala formou veřejných přednášek v jediné místnosti Karolina; řádní a později i mimořádní profesoři poskytovali i placené soukromé hodiny. Vyučoval zde např. Kryštof Kyblín z Waffenburku, Jan Kryštof Schambogen nebo Jan Václav Xaver Neumann z Pucholtze. Na konci studia bylo nutné složit ústní (tentamen) a písemnou (examen) zkoušku, absolvovat formální disputaci a po zaplacení poplatku a vystrojení hostiny profesorům i slavnostní promoci. Absolventi právnické fakulty získávali buď jen nižší licenciát nebo také vyšší titul doktora obojího práva (iuris utriusque doctor), průměrně ale byli promováni pouze dva doktoři ročně.

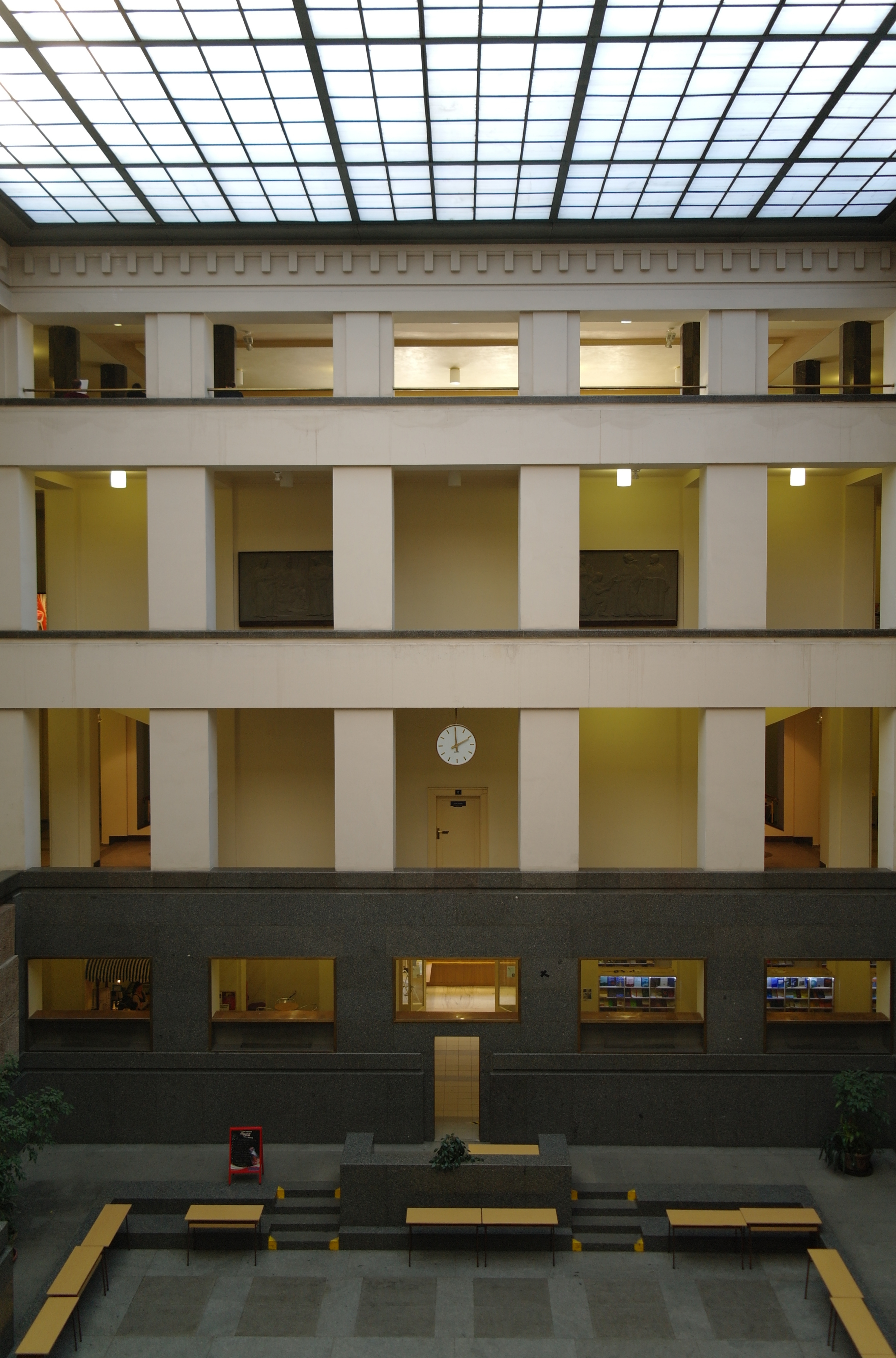
Hlavní hala, zvaná Bazén

V době osvícenství se začala pomalu měnit struktura výuky, přibyly přednášky o české soudní praxi, řečnictví, politických vědách nebo o veřejném a lenním právu. Vyučovalo se německy; studium trvalo zprvu pět let, později již jen čtyři roky. Po roce 1755 se dosavadní závěrečné zkoušky nahradily přísnými zkouškami, rigorózy, a udílen byl už pouze doktorský titul. Rigoróza byla nejdříve čtyři, od roku 1774 tři, první z přirozeného, státního a kanonického práva, druhé z římského a trestního práva, a třetí z německého státního a lenního práva a z říšských právních dějin, později ještě z tzv. politických věd (státní správa, policejní věda, obchod a finance). V tomto období zároveň přibyly průběžné semestrální zkoušky a vedle voleného děkana začal fakultu také řídit direktor, vrchnostensky jmenovaný státní úředník. Mezi významné učitele lze zařadit Mikuláše Ignáce Königsmanna, Františka Karla Kressla z Kvaltenburku, Josefa Ignáce Bučka, Josefa Azzoniho, Jana Mayerna nebo Josefa Madera, který vyučoval statistiku.
Studijní reformy pokračovaly i v 19. století; odpadly právní dějiny a státní právo Svaté říše římské a naopak na významu nabyly předměty jako občanské právo, obchodní a směnečné právo, trestní právo nebo soudní praxe. Výuka podle Thunových reforem později probíhala ve třech blocích, historickém, judiciálním a státovědném, z nichž každý byl zakončen státní zkouškou, které byly podmínkou pro pozdější zaměstnání v justici či státní správě. Semestrální zkoušky byly zrušeny. Titul doktora práv, pro nějž bylo nutné složit tři obdobná, ale nepovinná rigoróza, byl podmínkou jen pro působení v advokacii. Přesto začal narůstat počet promovaných studentů, zatímco ještě mezi roky 1800–1827 titul doktora obojího práva (označovaného také jako doktor veškerých práv) získalo jen 74 absolventů. V této době byl nejznámějším učitelem a také děkanem fakulty Jan Nepomuk Kaňka, dále zde přednášeli např. Josef Helfert, Václav Gustav Kopetz, Eberhard Jonák, Karel Habětínek nebo Němci Alois Brinz, Joseph Unger, Eduard Herbst, Emil Sax či Leopold Hasner. Po roce 1848 se začalo přednášet také česky; prvním vyučujícím byl docent Josef František Frič. V době Bachova absolutismu bylo od vyučování v domácím jazyce upuštěno, ale po obnovení konstitucionalismu v 60. letech se čeština opět vrátila.
Tato situace pak vedla roku 1882 až k rozdělení celé školy na českou a německou univerzitu, z nichž každá měla svou vlastní právnickou fakultu. Na české vyučoval Antonín Randa, Josef Stupecký a Emanuel Tilsch občanské právo, Emil Ott civilní proces, Karel Hermann-Otavský obchodní právo, Alois Zucker a František Storch trestní právo, římské právo Leopold Heyrovský, právní dějiny Jaromír Čelakovský, Jan Jaromír Hanel a Bohuslav Rieger, Jiří Pražák a František Fiedler správní právo, Matouš Talíř statistiku a finanční právo a Albín Bráf a Josef Kaizl národní hospodářství. Profesoři fakulty se významně podíleli na vydávání odborného časopisu Právník a od roku 1900 též Sborníku věd právních a státních. Začala se také rozvíjet studentská spolková činnost, už v roce 1868 byl v hostinci „U Fáfů“ založen spolek Všehrd, který se staral o knihovnu, vydával odborné publikace a pořádal také veřejné přednášky.

### Univerzita Karlova

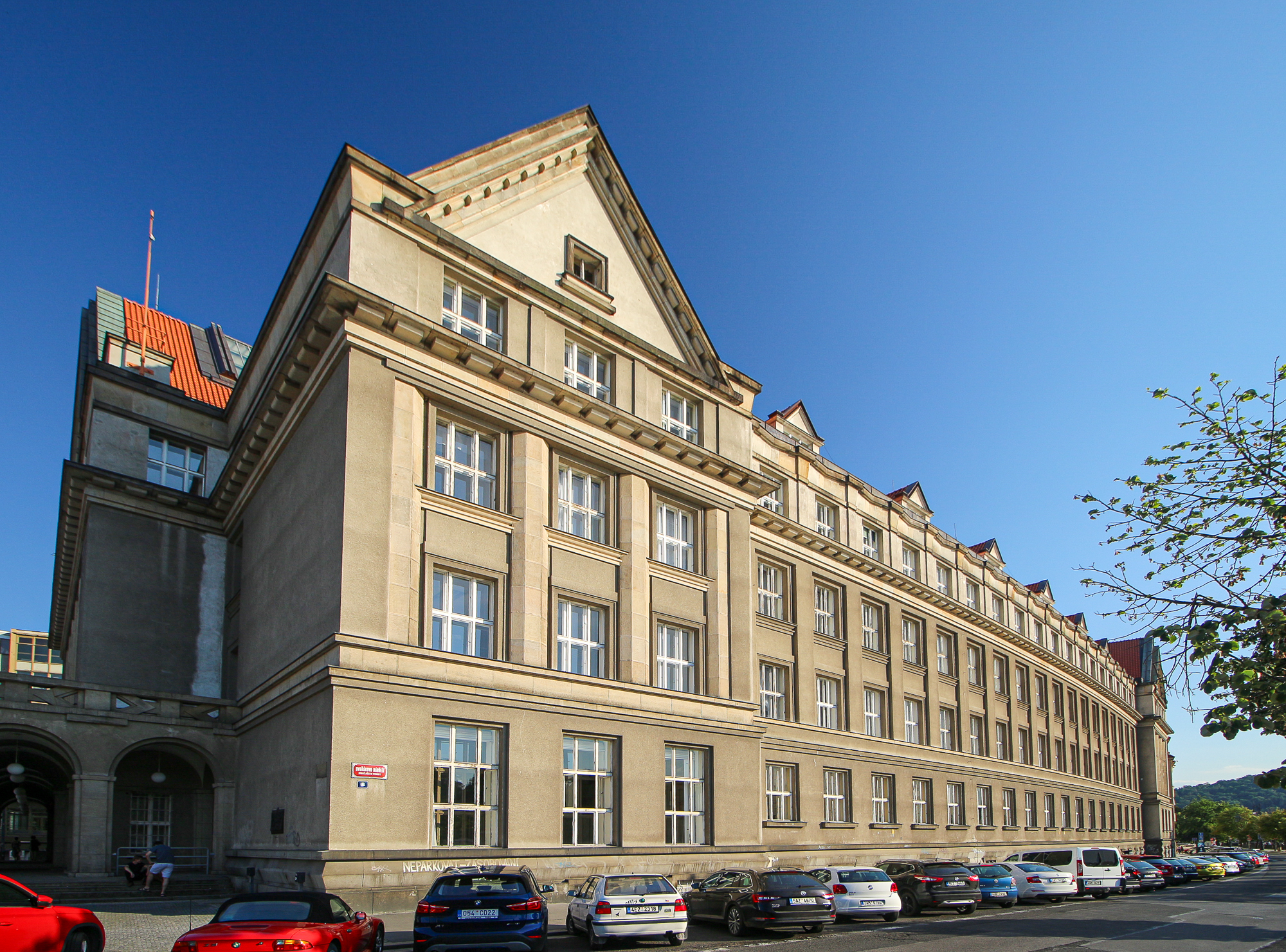
Budova fakulty na Dvořákově nábřeží

Po vzniku Československa byla zákonem z roku 1920, později zvaným lex Mareš, česká univerzita pod názvem Univerzita Karlova prohlášena pokračovatelkou původního vysokého učení. Také byly založeny další československé právnické fakulty, brněnská a bratislavská, přičemž v meziválečném období se pak zejména mezi pražskou a brněnskou vyvinula jistá rivalita a právněteoretické spory (brněnská byla normativistická, zatímco pražskou ovládal právní pozitivismus). Probíhaly též diskuze o velké reformě právnických studií, s níž by byly ve prospěch platného práva omezeny zejména historickoprávní obory, ale za celou první republiku nedošly svého naplnění. Už od roku 1918 bylo umožněno, aby na právnické fakultě studovaly ženy, ačkoli zpočátku šlo jen asi o 5–7 % všech posluchačů. V roce 1922 promovala Anděla Kozáková-Jírová jako první doktorka práv, která se také stala první notářkou, a roku 1928 se jako první habilitovala Jarmila Veselá v oboru trestního práva. Za první republiky zde přednášeli Jan Krčmář, Emil Svoboda a Bedřich Andres občanské právo, Václav Hora civilní právo procesní, Arnošt Wenig-Malovský obchodní právo, August Miřička a Josef Prušák trestní právo, správní právo Jiří Hoetzel a Jan Matějka, ústavní právo František Vavřínek, mezinárodní právo Antonín Hobza a Ladislav Vošta, právní filosofii Bohuš Tomsa, Vilém Funk a Josef Drachovský finanční právo a finanční vědu, Cyril Horáček, Josef Gruber a Vilibald Mildschuh národní hospodářství, právní dějiny Jan Kapras, Karel Kadlec, Theodor Saturník a Miloslav Stieber, římské právo Josef Vančura, Otakar Sommer a Miroslav Boháček a kanonické právo Kamil Henner. 17. listopadu 1939 došlo k uzavření všech českých vysokých škol, během války pak byl popraven docent Vladimír Hora a profesoři Wenig, Matějka a Peška byli vězněni v koncentračních táborech.
Po válce byla spolu s celou německou univerzitou zrušena i její právnická fakulta, na českou se naopak v akademickém roce 1945/1946 zapsalo 5987 studentů. S Únorem 1948 však přišly politické čistky, kromě asi 1300 studentů museli odejít profesoři Engliš, Bušek, Matějka, Vošta, Boháček a Tomsa. Zdeněk Peška byl odsouzen v procesu s Miladou Horákovou a Otto Fischl byl dokonce v rámci procesu s Rudolfem Slánským popraven. Výuka byla podřízena ideologii marxismu-leninismu, kromě ní se vyučovaly i dějiny mezinárodního dělnického hnutí, politická ekonomie apod., a na fungování fakulty přímo dohlížela právní komise ÚV KSČ. Podle sovětského vzoru byly zřízeny katedry a po roce 1955 se studium prodloužilo na pět let, ačkoli od roku 1977 bylo zkráceno zpátky na čtyři roky. Kromě řádného denního studia se organizovaly i zvláštní školy pracujících se zkráceným studijním programem. Byl také na čas zrušen tradiční titul JUDr., v předválečném období někdy používaný i se zkratkou Dr. jur. (doctor juris), absolventi až do roku 1966 získávali jen profesní označení „promovaný právník“. V 60. letech se situace pomalu liberalizovala, reformy byly ale ukončeny nástupem normalizace, kdy opět musela odejít řada učitelů, např. Petr Pithart, Zdeněk Jičínský, Václav Pavlíček nebo František Šamalík. Kromě nich na fakultě vyučovali např. Viktor Knapp občanské právo, právní teorii a srovnávací pravovědu, trestní právo Vladimír Solnař, teorii státu a práva Vladimír Veverka, Jiří Čapek a Jiří Boguszak, právní dějiny Václav Vaněček, Josef Tureček a Jaromír Kincl, ústavní právo Pavel Peška, správní právo Pavel Levit nebo finanční právo Bedřich Spáčil.
Se sametovou revolucí došlo i k rehabilitacím dříve vyloučených učitelů a studentů a fakulta se zapojila do řady mezinárodních vědeckých spoluprací. Byl také např. obnoven spolek Všehrd a vznikla zde místní skupina ELSA. Doba řádného studia se opět prodloužila na pět let a byl zaveden blokový systém, který však byl po roce 1997 opuštěn a studium se zase začalo organizovat ročníkově.

### Děkani fakulty
Po roce 1989 děkany postupně byli:
- Ivan Mucha (1990–1991),
- Valentin Urfus (1991–1994),
- Dušan Hendrych (1994–2000),
- Vladimír Kindl (2000–2006),
- Aleš Gerloch (2006–2014),
- Jan Kuklík (2014–2022),
- Radim Boháč (od 2022).

## Sídlo

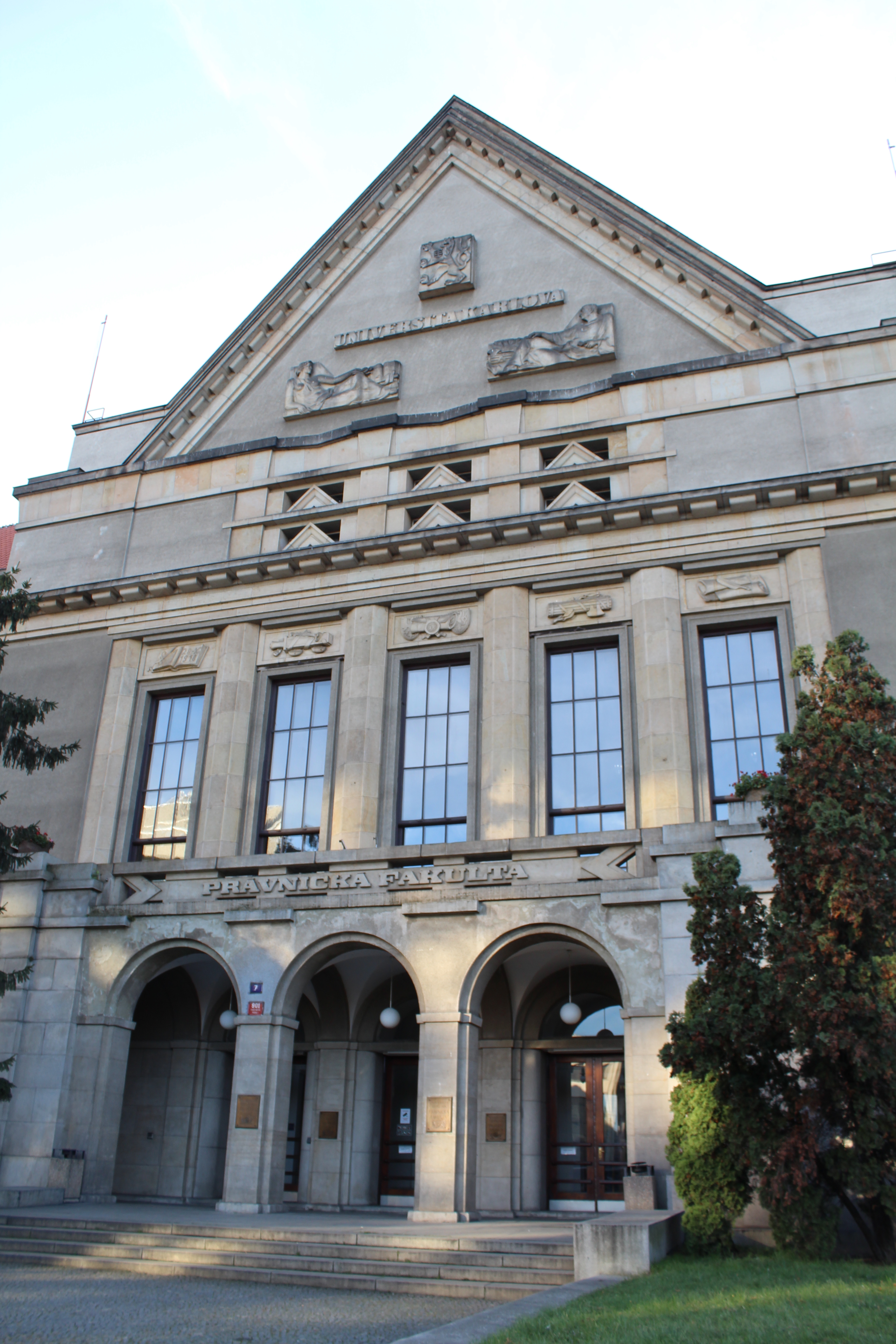
Vstup do fakulty

Právnická fakulta sídlí v památkově chráněné budově postavené v letech 1924–1931 na nábřeží řeky Vltavy u Čechova mostu v Praze (do té doby používala jen několik místností Karolina). Roku 1907 vznikl projekt centrální budovy české univerzity, kterým byl pověřen zakladatel moderní české architektury Jan Kotěra. Už o rok později byl slavnostně položen základní kámen, celá realizace se ale poněkud pozdržela. Kotěra postupně zpracoval několik variant, poslední návrh budovy byl již v novoklasicistním stylu. Naproti měla původně stát právnická fakulta německé univerzity, po vzniku Československa byla ale tato myšlenka opuštěna. Samotná stavba byla zahájena až po Kotěrově smrti, projekt dokončil Ladislav Machoň, který jej plně respektoval a doplnil pouze o vlastní návrhy vybavení interiéru.
Stavbě, která má pět nadzemních a dvě podzemní podlaží, dominuje velký trojúhelníkovitý štít, v jehož špici je československý státní znak, pod ním nápis „Universita Karlova“ a ještě níže pískovcové sochy ženy a muže od Bedřicha Stefana. Základním komunikačním prostorem je prostorná vstupní hala zasahující několik podlaží a největší přednáškovou místností je Collegium maximum, původně zamýšlená jako promoční sál univerzity. Vzhledem k velkorysé a kvalitní koncepci nemusela být budova po dlouhá léta upravována, ačkoli v protektorátním období sloužila jako velitelství SS a ke konci války byl poničen interiér. Až v roce 1996 došlo k větší rekonstrukci fakultní knihovny a mezi lety 2004 až 2007 byly adaptovány půdní prostory, kde vznikla mj. výuková soudní síň. 14. března 2018 byl po rekonstrukci zprovozněn historický páternoster.
Budova fakulty je často využívána domácími i zahraničními filmaři, zvláště potom její mramorová hlavní dvorana. Ta se již několikrát změnila v sídlo nacistických úřadů, které pokrývají prapory se svastikou (I ve smrti sami, České století), což je kuriózní, protože v budově za války opravdu sídlily jednotky SS. Ve filmu Člověk proti zkáze zde například Karel Čapek hraný Josefem Abrhámem přednáší studentům, v cyklu České století je hala kulisou svatby Emanuela Moravce, v Lídě Baarové se stává místem projevu Josepha Goebbelse.

## Studium
Na fakultě jsou vyučovány:
- pětiletý magisterský studijní program Právo a právní věda, jehož absolventi po vykonání všech částí státní zkoušky a obhajobě diplomové práce získávají akademický titul „magistr“ (Mgr.); po vykonání státní rigorozní zkoušky, jejíž součástí je obhajoba rigorozní práce, získávají akademický titul „doktor práv“ („JUDr.“);
- čtyřletý doktorský studijní program Teoretické právní vědy (jehož absolventi získávají akademický titul „doktor“, Ph.D.), v oborech Právní dějiny a římské právo, Teorie, filozofie a sociologie práva, Občanské právo (včetně civilního procesu, rodinného práva a práva k nehmotným statkům), Obchodní právo, Mezinárodní právo soukromé a právo mezinárodního obchodu, Pracovní právo a právo sociálního zabezpečení, Evropské právo, Trestní právo, kriminologie a kriminalistika, Ústavní právo a státověda, Finanční právo a finanční věda, Mezinárodní právo, Správní právo a správní věda, Právo životního prostředí, a anglický program Law and Legal Theory in European Context;
- program LL.M. se čtyřmi specializacemi v českém jazyce Zdravotnické právo, Sportovní právo, Daňové právo a Právní ochrana dat[16] a pěti specializacemi v anglickém jazyce The Law and Business in the Czech Republic and Central Europe, International Human Rights Law and Protection of Environment, Health and Law, International Disputes Settlement a Competition Law;[17]
- kurz anglického práva a praktických právních dovedností ve spolupráci s British Law Centre založeným na Právnické fakultě Univerzity v Cambridge, zakončený získáním Diploma in English Law and Practical Legal Skills;[18]
- programy celoživotního vzdělávání (ve školním roce 2016/2017 bylo v Informačním systému uvedeno 38 kurzů CŽV, 35 kurzů[19] pořádaných Ústavem pro další vzdělávání právníků – JURIDIKUM a jeden kurz Univerzity třetího věku).

Vedle toho fakulta organizuje též studium pro studenty jiných fakult univerzity, studium pro studenty jiných vysokých škol na základě dohod a postgraduální studium pro absolventy zejména zahraničních vysokých škol. Od akademického roku 2005/2006 škola používá kreditní výukový systém.
Přijímací zkoušky do magisterského studia pořádá PF UK jako národní srovnávací zkoušky, neboli Scio testy, které jsou tvořeny dvěma oddíly. První je nazvaný jako obecné studijní předpoklady, které ověřují uchazečovo logické a analytické myšlení. Druhý oddíl pak tvoří základy společenských věd, jejichž náplní je ověření znalostí základu společenských věd, evropského zeměpisu a novodobých dějin. Zohledňují se také výsledky maturitní zkoušky a případná státní nebo mezinárodně uznávaná zkouška z cizího jazyka. Každý rok je k magisterskému studiu přijato přibližně 650 studentů.
Ze srovnání všech českých veřejných právnických fakult, které uskutečňovaly Hospodářské noviny, měla PF UK dlouholetou vedoucí pozici. V roce 2011 však vyšla až jako druhá nejlepší po Právnické fakultě Masarykovy univerzity. Druhého místa dosáhla také téhož roku a opětovně i v roce 2012 ve srovnání Lidových novin. V roce 2013 ze srovnání Hospodářských novin vyšla opět na druhém místě, o dva roky později už obsadila první místo, ale roku 2016 ji znovu předstihla brněnská právnická fakulta.
V mezinárodním žebříčku Times Higher Education Ranking (THE) se v kategorii právo poprvé umístila v roce 2019, zařazena byla na pozici 151+. V roce 2020 si dané místo udržela. Následující rok zaznamenala propad na pozici 201+, na které zůstala i v roce 2022. V rámci tohoto žebříčku byla mimo rok 2021, kdy dosáhla stejného výsledku jako Právnická fakulta Masarykovy univerzity, vyhodnocena jako druhá nejlepší právnická fakulta v České republice za již zmíněnou Právnickou fakultou Masarykovy univerzity. V roce 2024 se však posunula na pozici 176–200 a obsadila první místo. V mezinárodním žebříčku QS World University Rankings se od roku 2022 umísťovala na prvním místě v České republice před Právnickou fakultou Masarykovy univerzity.

## Vedení fakulty
Kolegium děkana od roku 2022:
- prof. JUDr. Radim Boháč, Ph.D. – děkan, vedoucí Katedry finančního práva a finanční vědy
  - doc. JUDr. PhDr. Marek Antoš, Ph.D., LL.M. – proděkan pro komunikaci a IT, vedoucí Katedry ústavního práv
  - prof. JUDr. Jakub Handrlica, LL.M., Ph.D., DSc. – proděkan pro doktorské studium, vedoucí Katedry správního práva a správní vědy
  - JUDr. Věra Honusková, Ph.D. – proděkanka pro rozvoj fakulty, odborná asistentka Katedry mezinárodního práva PF
  - doc. PhDr. Marta Chromá, Ph.D. – proděkanka pro magisterské studium, docentka Katedry jazyků
  - doc. JUDr. Mgr. Magdalena Pfeiffer, Ph.D. – proděkanka pro zahraniční vztahy, docentka Katedry obchodního práva
  - prof. JUDr. PhDr. Michal Tomášek, DrSc. – proděkan pro vědu, výzkum a edici, vedoucí Katedry evropského práva
    - Bc. Aleš Hájek – tajemník
    - prof. JUDr. Kristina Koldinská, Ph.D. – koordinátorka pro LL.M. a cizojazyčné studijní programy, profesorka Katedry pracovního práva a práva sociálního zabezpečení
    - JUDr. Mgr. Michal Urban, Ph.D. – koordinátor pro inovace ve studiu, vedoucí Katedry právních dovedností a odborný asistent Katedry politologie a sociologie PF UK
    - JUDr. Ing. Josef Staša, CSc. – předseda Akademického senátu, odborný asistent Katedry správního práva a správní vědy
    - JUDr. Michal Říha, Ph.D. – místopředseda Akademického senátu, koordinátor pro 4EU+ a microcredentials, tajemník Katedry evropského práva
    - Pavel Linzer – místopředseda Akademického senátu

## Katedry a ústavy
Fakulta má celkem 18 kateder, jeden ústav a sedm center.

### Katedry
- Katedra evropského práva – vedoucí: prof. JUDr. PhDr. Michal Tomášek, DrSc.
- Katedra finančního práva a finanční vědy – vedoucí: prof. JUDr. Radim Boháč, Ph.D.
- Katedra jazyků – vedoucí: Mgr. Adéla Bahenská, Ph.D.
- Katedra mezinárodního práva – vedoucí: prof. JUDr. PhDr. Veronika Bílková, Ph.D., E.MA.
- Katedra ekonomie a empirických právních studií – pověřena vedením: doc. JUDr. PhDr. Ilona Bažantová, CSc.
- Katedra občanského práva – vedoucí: prof. JUDr. PhDr. David Elischer, Ph.D.
- Katedra obchodního práva – vedoucí: doc. JUDr. Bohumil Havel, Ph.D.
- Katedra politologie a sociologie – vedoucí: prof. JUDr. Jan Kysela, Ph.D., DSc.
- Katedra pracovního práva a práva sociálního zabezpečení – vedoucí: prof. JUDr. Jan Pichrt, Ph.D.
- Katedra práva životního prostředí – vedoucí: doc. JUDr. Vojtěch Stejskal, Ph.D.
- Katedra právních dějin – vedoucí: prof. JUDr. Jan Kuklík, DrSc.
- Katedra právních dovedností – vedoucí: JUDr. Mgr. Michal Urban, Ph.D.
- Katedra správního práva a správní vědy – vedoucí: prof. JUDr. Jakub Handrlica, LL.M., Ph.D., DSc.
- Katedra tělesné výchovy – vedoucí: Mgr. Radek Jenček
- Katedra teorie práva a právních učení – vedoucí: prof. JUDr. Aleš Gerloch, CSc.
- Katedra trestního práva – vedoucí: prof. JUDr. Bc. Tomáš Gřivda, Ph.D.
- Katedra ústavního práva – vedoucí: doc. JUDr. PhDr. Marek Antoš, Ph.D., LL.M.
- Katedra zdravotnického práva – vedoucí: doc. JUDr. Petr Šustek, Ph.D.

### Ústavy
- Ústav pro meziregionální studium konstitucionalismu – vedoucí: JUDr. Mgr. Tomáš Dumbrovský, LL.M., Ph.D., J.S.D.

### Centra
- Centrum migračního a uprchlického práva – vedoucí: JUDr. Věra Honusková, Ph.D.
- Centrum mimosoudního řešení sporů – vedoucí: JUDr. Martin Svatoš, Ph.D.
- Centrum práva duševního vlastnictví – vedoucí: JUDr. Petra Žikovská
- Centrum práva, technologií a digitalizace – vedoucí: JUDr. Zdeněk Kučera, Ph.D.
- Centrum právněhistorických studií – vedoucí: doc. JUDr. Jiří Šouša, Ph.D.
- Centrum právní komparatistiky – vedoucí: prof. JUDr. Luboš Tichý, CSc.
- Centrum pro konstitucionalismus a lidská práva – vedoucí: prof. JUDr. Helena Hofmannová, Ph.D.